# D 070 (Türkei)
Die Straße D 070 (Devlet yolu 070) ist eine 85 km lange Straße im Osten der Türkei. Sie führt von der Provinzhauptstadt Kars im Norden nach Südosten zur D 080, an der sie endet.

## Verlauf

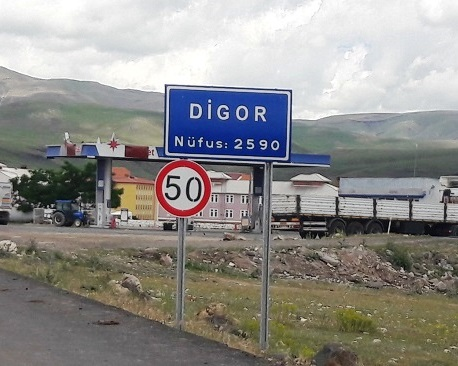
Ortseinfahrt von Digor

Die Straße beginnt an der Ostumgehung von Kars, führt am dortigen Flughafen vorbei über den Pass Hanlar Geçidi (2.286 m) nach Digor. Von dort sind es noch 45 km bis zum Straßenende an der D 80 kurz nach der Überquerung des Flusses Aras und nahe der Grenze zu Armenien.